# Andreas Raelert
Andreas Raelert (Rostock, 11 de agosto de 1976) é um triatleta profissional alemão. 

## Carreira

### Olimpíadas
Andreas Raelert disputou os Jogos de Sydney 2000, terminando em 12º lugar com o tempo de 1:49:31.28.  Em Atenas 2004, terminou em 6º com o tempo de 1:52:35.62.